# آئرونکا چیف۱۱
آئرونکا چیف۱۱ (به انگلیسی: Aeronca_11_Chief) یک هواگرد ملخ‌پیشین تک‌موتوره از نوع هواگرد چندمنظوره ساخت شرکت Aeronca است. هواگرد آئرونکا چیف۱۱ نخستین پروازش را در ۱۹۴۵ میلادی انجام داد. این هواگرد در سال ۱۹۴۶ میلادی رسماً معرفی گردید و در سال‌های ۱۹۴۶–۱۹۵۰ تولید شده‌است. در مجموع، تعداد 2,300 فروند از این هواگرد ساخته شده‌است.
طراح این هواگرد، Raymond F. Hermes at Aeronca بود.